# D-blok
D-blok u periodnom sustavu je skup kemijskih elemenata kod kojih se, kod nepobuđenih atoma, elektroni s najvišim energijama nalaze u d-orbitali.
Elementi iz d-bloka se ponekad nazivaju i prijelazni metali, iako taj pojam ima i drugo značenja.

## Poveznice
- Blok u periodnom sustavu
  - S-blok
  - P-blok
  - D-blok
  - F-blok
  - G-blok

- Elektronska konfiguracija